# کونستانتنوو (استان لوبلین)
کونستانتنوو (به لهستانی:  Konstantynów) یک روستا در لهستان است که در گمینا کونستانتنوو واقع شده‌است. کونستانتنوو  ۱٬۴۳۷ نفر جمعیت دارد.